# Bejaad
Bejaad (arabiska: ابي الجعد) är en stad i Marocko. Den ligger i provinsen Khouribga och regionen Béni Mellal-Khénifra, 140 km söder om huvudstaden Rabat. Antalet invånare var 46 893 vid folkräkningen 2014.